# Notiospathius eleutherae
Notiospathius eleutherae är en stekelart som först beskrevs av William Harris Ashmead 1896.  Notiospathius eleutherae ingår i släktet Notiospathius och familjen bracksteklar. Inga underarter finns listade i Catalogue of Life.